# Хендриксон, Сара
Са́ра Хе́ндриксон (англ. Sarah Hendrickson, род. 1 августа 1994 года в Солт-Лейк-Сити, США) — американская прыгунья на лыжах с трамплина, чемпионка мира 2013 года, обладательница Кубка мира 2011/12, участница Олимпийских игр 2014 и 2018 годов.

## Биография
Сара выросла в спортивной семье. В лыжный спорт её привел старший брат в возрасте 8 лет. Она начала тренироваться в спортивном комплексе в штате Юта.
Дебютировала в большом спорте в сезоне 2008 года, завоевав призовое место на чемпионате страны и став 16-й на юниорском чемпионате мира. В 2009 году начала выступления в континентальном кубке. Тогда же в 2009 году в возрасте 15 лет начала выступления среди взрослых. Первый успех пришёл на летних соревнованиях в Лиллехаммере. В 2010 году заняла третье место на юниорском чемпионате мира. 3 декабря 2011 года Сара завоевала первую победу на соревнованиях в Кубке Мира. С этого момента она постоянно находится на ведущих ролях в женских прыжках с трамплина.
В 2013 году Сара завоевала золото на чемпионате мира в Валь-ди-Фьемме в противостоянии с Сарой Таканаси из Японии. В первой попытке на 90-метровом трамплине она показала лучшую дальность — 106 метров. Саре принадлежит абсолютный рекорд на 95-метровом трамплине (среди женщин и мужчин) на трамплине в Валь-ди-Фьемме, установленый 15 января 2012 года.
Сара учится в спортивной школе в Парк-Сити (The Winter Sports School in Park City). Кроме прыжков с трамплина увлекается футболом.
26 марта 2021 года объявила о завершении спортивной карьеры.

## Кубок мира
- Общий зачёт — 1 раз: 2011/12

### Результаты в Кубке мира
| \| 2012/13 Итоги \| \| \| \| \| \| \| \| \| \| \| \| \| \| \| \| \| \| \| \| Очков \| Место \| См \| Инд \| Инд \| Инд \| Инд \| Инд \| Инд \| Инд \| Инд \| Инд \| Инд \| Инд \| Инд \| Инд \| Инд \| Инд \| Инд \| \| 1047 \| 2 \| 5 \| 2 \| 1 \| 7 \| 7 \| 11 \| 5 \| 1 \| 2 \| 7 \| 3 \| 4 \| 3 \| 2 \| 3 \| 1 \| 1 \|                                |               |          |          |        |        |         |          |          |          |          |        |        |        |        |          |          |          |          |
| Инд — индивидуальные соревнования См — смешанные командные соревнования Q — спортсменка не прошла квалификацию DNS — спортсменка была заявлен, но не стартовала DNF — спортсменка стартовала, но не финишировала DSQ — спортсменка финишировала, но была позднее дисквалифицирована — — спортсменка не участвовала в этом этапе × — соревнования отменены |               |          |          |        |        |         |          |          |          |          |        |        |        |        |          |          |          |          |
| 2012/13 Итоги | 2012/13 Итоги | Норвегия | Норвегия | Россия | Россия | Австрия | Германия | Германия | Германия | Германия | Япония | Япония | Япония | Япония | Словения | Словения | Норвегия | Норвегия |
| Очков | Место         | См       | Инд      | Инд    | Инд    | Инд     | Инд      | Инд      | Инд      | Инд      | Инд    | Инд    | Инд    | Инд    | Инд      | Инд      | Инд      | Инд      |
| 1047 | 2             | 5        | 2        | 1      | 7      | 7       | 11       | 5        | 1        | 2        | 7      | 3      | 4      | 3      | 2        | 3        | 1        | 1        |